# Енклитика
Енклитике су речи које немају свој нагласак па се наслањају на реч пре себе творећи тако наглашену целину.
Супротно енклитици је проклитика.

## Енклитике у српском језику
Енклитике српског стандардног језика јесу:
- ненаглашени облици презента глагола бити - сам, си, је, смо, сте, су
- ненаглашени облици презента глагола хтети -  ћу, ћеш, ће, ћемо, ћете, ће
- ненаглашени облици аориста глагола бити – бих, би, би, бисмо, бисте, би
- облици повратне заменице - си, се
- ненаглашене личне заменице у генитиву - ме, те, га, је, нас, вас, их
- ненаглашене личне заменице у дативу - ми, ти, му, јој, нам, вам, им
- ненаглашене личне заменице у акузативу - ме, те, га (њ), је (ју), нас, вас, их
- везничко-упитна речца ли